# Édouard Montagu (1er comte de Sandwich)
 (mars 2011).
Si vous disposez d'ouvrages ou d'articles de référence ou si vous connaissez des sites web de qualité traitant du thème abordé ici, merci de compléter l'article en donnant les références utiles à sa vérifiabilité et en les liant à la section « Notes et références ».
Pour les articles homonymes, voir Edward Montagu.
Édouard Montagu, 1er comte de Sandwich, né le 27 juillet 1625 et est tué le 7 juin 1672 à la bataille de Solebay, est un officier de marine et un homme politique anglais du XVIIe siècle. Il sert dans la Royal Navy et parvient au grade d'Admiral.

## Biographie
Il est le fils de Sidney Montagu (1595 - 25 septembre 1644), chevalier, avocat et maître des requêtes du roi Jacques Ier d'Angleterre, et de Paulina Pepys, la grand-tante du diariste Samuel Pepys.
Jeune officier, il se distingue durant la guerre civile à la bataille de Naseby qui oppose les forces du Parlement à celles du roi Charles Ier. Ami intime d'Oliver Cromwell, il occupe la charge de « Général des Mers » (1656) mais il s'occupe peu des affaires publiques et n'entre en politique qu'en 1653, comme membre du Conseil d'État du Commonwealth. Dès 1659, il est envoyé par Richard Cromwell auprès de Charles II pour négocier la Restauration.
Sans attendre le feu vert du Parlement, il est envoyé par le général Monck aux Provinces-Unies au printemps 1660 pour en ramener le roi. Il en sera récompensé en étant nommé vice-amiral de la Flotte et intendant de la Garde Robe. Il est aussi créé 1er comte de Sandwich, 1er baron Hinchingbrooke et fait chevalier de l'ordre de la Jarretière. Il sera député de Weymouth, dans le Dorset.
Durant la deuxième guerre anglo-néerlandaise, il prend part à la bataille de Lowestoft le 3 juin 1665, dont l'Angleterre sort victorieuse. Quelques mois plus tard, au large des côtes norvégiennes, il se rend maître de deux East Indiamen hollandais dans les cales desquels il puise allégrement, ainsi que les officiers qui sont sous ses ordres, sans attendre l'autorisation du roi. Mis pour un temps à l'écart de la Marine, il est envoyé comme ambassadeur en Espagne en 1666, puis à nouveau en 1670, avant d'être nommé Président du Conseil du Commerce et des Plantations.
Il est de nouveau appelé lors de la troisième guerre anglo-néerlandaise en 1672. Il sera tué lors de la bataille de Solebay, sur le HMS Royal James. Son corps sera récupéré quelques jours plus tard et inhumé en l'Abbaye de Westminster, avec son beau-fils Philip Carteret.
De son mariage avec Jemina Crew en 1642, il eut six fils, dont Édouard (1648-1671), 2e comte de Sandwich et député de Downes, John et deux filles dont Jemina, épouse de Philip Carteret et Katherine épouse de Nicholas Bacon.
Son arrière-petit-fils, John Montagu, 4e comte de Sandwich, inspirera le nom à l'aliment aujourd'hui mondialement connu et James Cook, dont il parrainait les voyages, nommera en son honneur les îles Sandwich.
Sa vie est régulièrement mentionnée par Samuel Pepys, le fils de son cousin germain, qui fut son commis avant de devenir clerc des Actes au Conseil de la Marine sous Charles II, puis secrétaire de l'Amirauté sous Jacques II.